# Plusbrief

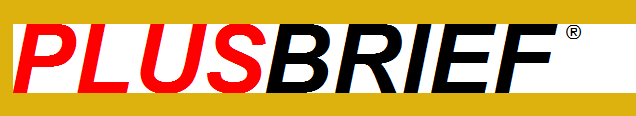
„Plusbrief“-Logo der Deutschen Post AG

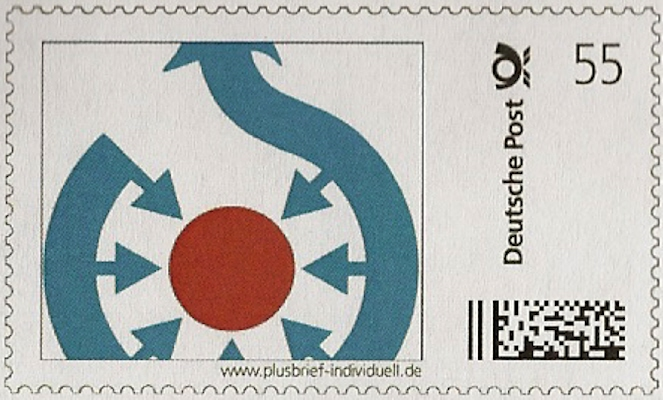
Individueller Aufdruck eines „Plusbrief“-Postwertzeichens mit dem Logo von Wikimedia Commons

Plusbrief ist eine Produktbezeichnung der Deutschen Post AG. Beim Plusbrief handelt es sich um einen versandfertig freigemachten Briefumschlag (philatelistisch und historisch Ganzsache genannt) mit direkt aufgedruckter, gelegentlich wechselnder Sondermarke. Er ist in verschiedenen Formaten für alle Briefsendungen in diversen Portowerten, unter anderem auch in der rabattierten Dialogpost-Variante, erhältlich.
Geschäftskunden können beim „Plusbrief Kreativ“ ab einer Stückzahl von 1.000 den Briefumschlag vollflächig nach eigenen Vorstellungen gestalten. Ein weiteres Bildmotiv kann auf dem Umschlag platziert werden.
Analog zum Plusbrief gibt es auch die Pluskarte, eine Postkarte mit aufgedrucktem Postwertzeichen.
Analog zum Plusbrief individuell gibt es auch seit August 2009 ein ähnliches Produkt als Briefmarke. Diese „Marke Individuell“ sieht von der Gestaltung genauso aus wie die Freimachung des Plusbriefes Individuell, der einzige Unterschied ist nur der andere Produktname am Unterrand des Motives.